# Mielichhoferia seriola
Mielichhoferia seriola är en bladmossart som beskrevs av Jean Édouard Gabriel Narcisse Paris 1897. Mielichhoferia seriola ingår i släktet kismossor, och familjen Bryaceae. Inga underarter finns listade i Catalogue of Life.